# اسکاچ مدوو (کارولینای شمالی)
اسکاچ مدوو (به انگلیسی: Scotch Meadows) یک محدوده ثبت‌نشده در شهرستان استوکس ایالت کارولینای شمالی کشور ایالات متحده آمریکا است که جمعیت آن در سرشماری سال ۲۰۱۰ میلادی، ۵۸۰ نفر بوده‌است.